# 坎特利猪笼草
坎特利猪笼草（学名：Nepenthes × cantleyi）是二齿猪笼草（N. bicalcarata）与小猪笼草（N. gracilis）的自然杂交种。尽管其亲本广布于婆罗洲，但其在文莱以外极其罕见。
坎特利猪笼草捕虫笼的形态与二齿猪笼草非常相似，但其唇更接近于小猪笼草。二齿猪笼草特有的两个齿状附属物都大大缩小，仅剩下一对较小的凸起。该杂交种生长习性近似于小猪笼草，为沿地面生长。其生长于开阔的砂质地区。捕虫笼内的消化液的酸度类似于小猪笼草，pH值最低可达1.82。

## 扩展阅读
- 食虫植物照片搜寻引擎中坎特利猪笼草的照片（页面存档备份，存于）

 维基共享资源上的相關多媒體資源：坎特利猪笼草
 維基物種上的相關：坎特利猪笼草